# Economia estruturalista
A Economia Estruturalista é uma abordagem da economia que enfatiza a importância de levar em conta características tipicamente estruturais ao empreender a análise econômica. A abordagem surgiu com o trabalho da Comissão Econômica para a América Latina (CEPAL) e está associada principalmente ao seu diretor Raúl Prebisch e ao economista brasileiro Celso Furtado. Prebisch começou com argumentos de que a desigualdade econômica e o desenvolvimento distorcido eram uma característica estrutural inerente à troca global do sistema. Assim, os primeiros modelos estruturalistas enfatizavam os desequilíbrios internos e externos decorrentes da estrutura produtiva e suas interações com a relação de dependência que os países em desenvolvimento tinham com o mundo desenvolvido. O próprio Prebisch ajudou a fornecer a justificativa para a ideia da industrialização de substituição de importações, na esteira da Grande Depressão e da Segunda Guerra Mundial. O alegado declínio dos termos de troca dos países em desenvolvimento, a hipótese Singer-Prebisch, desempenhou um papel fundamental nisso.

## Detalhes
Dutt e Ros argumentam que os economistas estruturalistas tentam identificar rigidezes específicas, atrasos e outras características da estrutura dos países em desenvolvimento, a fim de avaliar a maneira como as economias se ajustam, além de sua capacidade de resposta às políticas de desenvolvimento. Uma suposição normal dentro dessa abordagem é que o mecanismo de preço falha:
- como um mecanismo de equilíbrio,
- para entregar crescimento constante,
- para produzir uma distribuição de renda "desejada".[4]

Nixson relata o argumento de Bitar de que havia se tornado um amplo consenso sobre o que equivalia à abordagem neo-estruturalista. Isso incluiu o reconhecimento de:
- a importância de fatores políticos e institucionais na análise de problemas econômicos.
- da necessidade de aumentar o nível de poupança interna, a fim de aumentar a taxa de investimento, uma vez que é provável que as fontes externas de financiamento sejam difíceis de obter
- a inflação como um "fenômeno social" que requer a eliminação de mudanças sociais, psicológicas e político-institucionais, além de políticas monetárias e fiscais ortodoxas.
- a natureza falsa dos dilemas entre, por exemplo, ISI e EOI - planejamento e mercado - agricultura e indústria.
- a necessidade de fortalecer a base produtiva e tecnológica.
- a importância de tentar melhorar os termos em que os países estão integrados na economia global e melhorar a competitividade internacional.
- ajuste estrutural como apenas um componente da mudança estrutural.

Contribuições mais recentes para a economia estruturalista destacaram a importância das instituições e da distribuição nos setores produtivos e nos grupos sociais. Essas instituições e setores podem ser incorporados a modelos macroeconômicos ou multissetoriais. No nível macroeconômico, os estruturalistas modernos traçariam as origens de sua abordagem dos Problemas de Kalecki para o Financiamento do Desenvolvimento Econômico em uma Economia Mista. A versão de FitzGerald deste modelo de economia industrializada tem três mercados de commodities (alimentos, manufaturas e bens de capital), comércio exterior e distribuição de renda que sustentam a especificação de um setor financeiro com saldos de poupança, investimento, fiscal e monetário. Para modelos multissetoriais, as Matrizes de Contabilidade Social (SAMs) (uma extensão para tabelas de entrada-saída) são frequentemente usadas. Lance Taylor forneceu tanto uma introdução técnica a uma forma de economia estruturalista e crítica de abordagens mais mainstream.

## Nova economia estruturalista
A nova economia estruturalista é uma estratégia de desenvolvimento econômico desenvolvida pelo economista-chefe do Banco Mundial, Justin Yifu Lin. A estratégia combina ideias da economia neoclássica e da economia estruturalista.